# En kvinnas slav
En kvinnas slav är en amerikansk dramafilm från 1934 i regi av John Cromwell och betraktas allmänt av filmkritiker som Bette Davis genombrott. Manuset av Lester Cohen är baserad på romanen från 1915 av W. Somerset Maugham. Filmen blev omgjord både 1946 och 1964.

## Handling
Den klumpfotade, känslige konstnären Philip Carey (Leslie Howard) är en engelsman som studerat målarkonst i Paris i fyra år. Hans bildlärare förkunnar emellertid att han saknar talang, så han återvänder till London for att utbilda sig till läkare istället. Hans dåliga självförtroende försvårar studierna.
En dag möter han den vulgära servitrisen Mildred Rogers (Bette Davis) och blir genast förälskad, trots att hon är föraktfull och elak mot honom. Hans dagdrömmar distraherar honom och han misslyckas med sin examen.
När Philip friar till henne, berättar Mildred att hon redan ämnar gifta sig med den bufflige försäljaren Emil Miller. Hon passar även på att håna Philip för att han förälskat sig i henne.
Tiden går och Philip börjar förälska sig i Norah, en omtänksam författare som hjälper honom att studera. Han har sånär glömt bort Mildred då hon dyker upp i hans liv igen. Det visar sig att Emil var gift och Mildred som nu är gravid får klara sig på egen hand.
Philip ser till att hon får en lägenhet och så att han kan försörja henne och barnet. Han bryter också upp med Norah. De erkänner att slaveri förekommer mellan mänskliga relationer (såsom Philip är bunden till Mildred, Norah till Philip och som Mildred var till Emil).

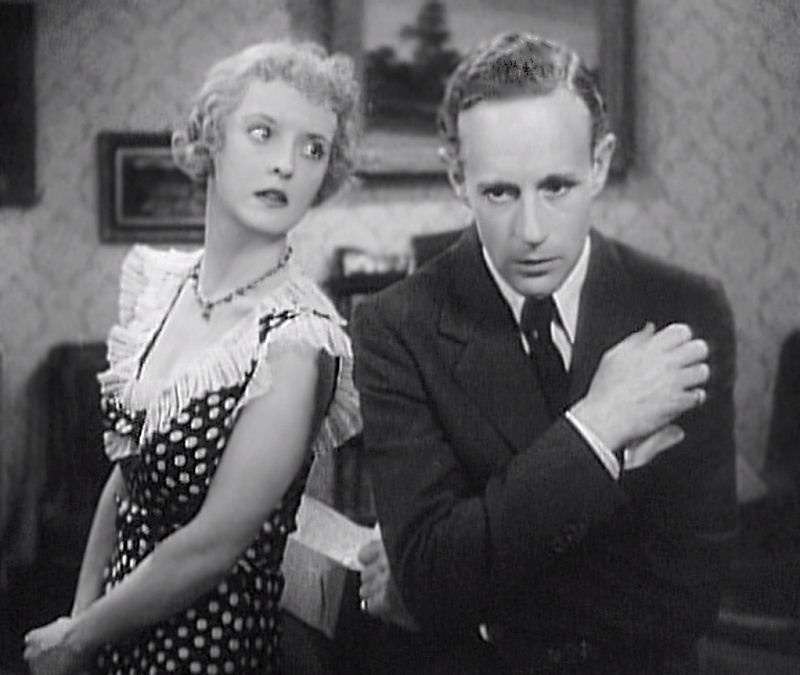
Bette Davis och Leslie Howard

Philip planerar att gifta sig med Mildred då barnet är fött, men Mildred är en rastlös och ointresserad moder och låter en barnsköterska ta hand om hennes dotter.
En kväll går de ut på middag med en studentkamrat till Philip, Cyril Dunsford. Han och Mildred flirtar under kvällen. Philip konfronterar senare Mildred för detta som erkänner och rymmer med Dunsford till Paris. Återigen är Philip lämnad åt sina studier. Han möter också Sally Athelny, en patients dotter.
Återigen kommer Mildred tillbaka, hon uttrycker sin ånger över att ha lämnat honom. Philip kan heller inte motstå att hjälpa henne och låter henne flytta in hos honom. Då han inte vill ligga med henne förstör hon hans saker, däribland hans tavlor. Hon river också sönder de obligationer han fått av sin farbror för att finansiera utbildningen, därefter lämnar hon honom. Philip blir tvungen att sluta skolan men innan det får han sin klumpfot bortopererad. Därefter får han flytta in hos familjen Athenly och de erbjuder honom också ett jobb.
Efter en tid får Philip ett brev där det står att hans farbror har dött, han ärver lite och kan då återuppta sin utbildning, till sist tar han sin läkarexamen.
Senare möter han Mildred som har prostituerat sig. Hennes dotter har dött och hon själv är både utfattig och har fått tuberkulos. Hon dör sedan på sjukhuset. Philip och Sally planerar att gifta sig.

## Produktion
År 1932 visade regissören Michael Curtiz sin nyligen färdigställda film Vita slavar för John Cromwell, eftersom Cromwell övervägde Richard Barthelmess som huvudrollsinnehavare i ett nytt filmprojekt. Istället för Barthelmess fångade Bette Davis hans intresse, som porträtterade en femme fatale. Cromwell visste att producenten Pandro S. Berman hade köpt rättigheterna till W. Somerset Maughams bok och föreslog därför Davis som Mildred Rogers, Berman gick med på detta. Maugham stöttade också att hon skulle få rollen.
Manusförfattaren Wilson Mizner tog med en kopia av Maughams roman till Davis, som var mitt uppe i inspelningen av 20.000 år i Sing Sing. Efter att ha läst det och förstått att RKO ägde rättigheterna, bönföll hon Jack L. Warner att låna ut henne till konkurrenten. Det ville han först inte eftersom han ansåg att rollen som Mildred skulle förstöra bilden av henne som "glamour girl" (vilket varit orsaken till att Katharine Hepburn, Irene Dunne och Ann Harding redan tackat nej). Till slut gav han efter.
För att förbättra sin dialekt anställde Davis en engelsk hushållerska. Davis insatser imponerade dock inte på Leslie Howard som liksom andra britter inom filmen var upprörda över att en amerikanska fått rollen. Davis kritiserade inte detta men berättar att Leslie Howards beteende var upprörande. Han kunde till exempel läsa en bok medan han sade sina repliker då de filmade Davis närbilder.
Davis sminkade sig själv i slutscenerna där Mildreds misär skildras. Egentligen skulle Mildred ha dött av syfilis istället för tuberkulos, detta ändrades på grund av Produktionskoden.

## Roller

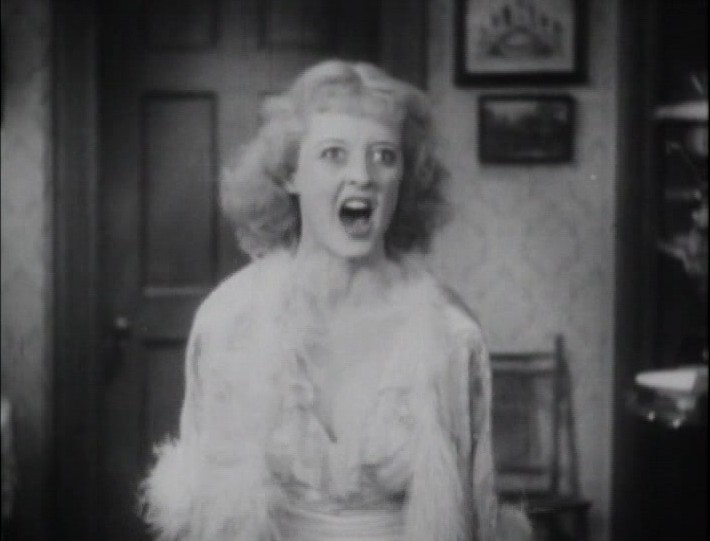
Bette Davis som Mildred.

| Leslie Howard      | – Philip Carey                    |
| Bette Davis        | – Mildred Rogers                  |
| Frances Dee        | – Sally Athelny                   |
| Kay Johnson        | – Norah                           |
| Reginald Denny     | – Harry Griffiths                 |
| Alan Hale          | – Emil Miler                      |
| Reginald Sheffield | – Cyril Dunsford                  |
| Reginald Owen      | – Thorpe Athelny                  |
| Tempe Pigott       | – Agnes Hollet, Philip's landlady |